# World Series Baseball 2K2
Ne doit pas être confondu avec World Series Baseball (jeu vidéo, 2002).
World Series Baseball 2K2 (ワールドシリーズベースボール2K2) est un jeu vidéo de sport de type baseball sorti exclusivement sur Dreamcast le 13 août 2001 en Amérique du Nord, puis le 18 avril 2002 au Japon. Il a été développé par Visual Concepts et édité par Sega sous licence MLB.
Le jeu fait partie de la série World Series Baseball, dont il constitue le second épisode sur Dreamcast, après World Series Baseball 2K1. Il s'agit également du dernier titre de la série à être sorti sur une console Sega, l'épisode suivant, World Series Baseball, étant cette fois proposé sur Xbox.